# FRUITS ZIPPERのNEW KAWAIIってしてよ?
『FRUITS ZIPPERのNEW KAWAIIってしてよ?』（フルーツジッパーのニューカワイイってしてよ）は、2025年4月4日（3日深夜）からテレビ朝日の『バラバラ大作戦』（木曜第2部）で放送されているバラエティ番組。FRUITS ZIPPERの冠番組。

## 出演者
- FRUITS ZIPPER（月足天音・鎮西寿々歌・櫻井優衣・仲川瑠夏・真中まな・松本かれん・早瀬ノエル）

## キャスト
| 放送日   | ゲストMC                | 備考 |
| -------- | ----------------------- | ---- |
| 04月18日 | 井口浩之 ママタルト     |      |
| 04月25日 | 井口浩之                |      |
| 05月8日  | ひつじねいり            |      |
| 05月16日 | ひつじねいり 吉住       |      |
| 05月23日 | 吉住                    |      |
| 05月30日 | 井口浩之                |      |
| 06月6日  | 井口浩之                |      |
| 06月20日 | 井口浩之 天才ピアニスト |      |
| 07月4日  | 井口浩之 ザ・マミィ     |      |
| 07月11日 | タイムマシーン3号       |      |

## スタッフ
- ナレーション：徳永アキラ
- 構成：平田喜之、戸田直樹
- カメラ：阿部安秀
- 音声：新原帆夏
- 照明：驛伸之
- 美術：高崎絵織
- 美術進行：野口香織
- CG：上本学
- テロップデザイン：三宅朝陽
- ロゴデザイン：キシモトチサト
- 音響効果：古川市郎
- 編集：田村友里絵
- MA：米川実希
- 編成：米川宝、小谷知輝
- 宣伝：津久井美樹
- デスク：奥田利加子
- 美術協力：テレビ朝日クリエイト
- 技術協力：セッターズ、共立ライティング、TSP
- 制作協力：トップシーン
- AP：多田圭花、向井美科
- AD：片野周、飯田海央、陳若芋、服部翔
- FD：下村彩人
- ディレクター：高木快郎、玉田康人、國島聖太、福本真優
- PD：竹原信太郎
- プロデューサー：小泉哲朗、山地里加
- ゼネラルプロデューサー：新田良太
- 制作：テレビ朝日ビジネスソリューション本部コンテンツ編成局第1制作部
- 制作著作：テレビ朝日